# Битка при Янбу
Битката при Янбу се провежда през 1811 г. между Първата саудитска държава и Османската империя.
Османският султан заповядва на Мохамед Али паша да се придвижи срещу саудитците и да завладее отново Мека, за да върне честта на Османската империя. Мохамед Али изпраща сина си Тусун паша с армия от 10 000 души, за да завладее Янбу и да я направи начална точка за завладяване на останалите градове.
Силите на Тусун слизат успешно на брега на Червено море при Янбу (Западна Саудитска Арабия) и саудитските сили в численост от 70 души се предават.